# Paul Goldsmith (Politiker)

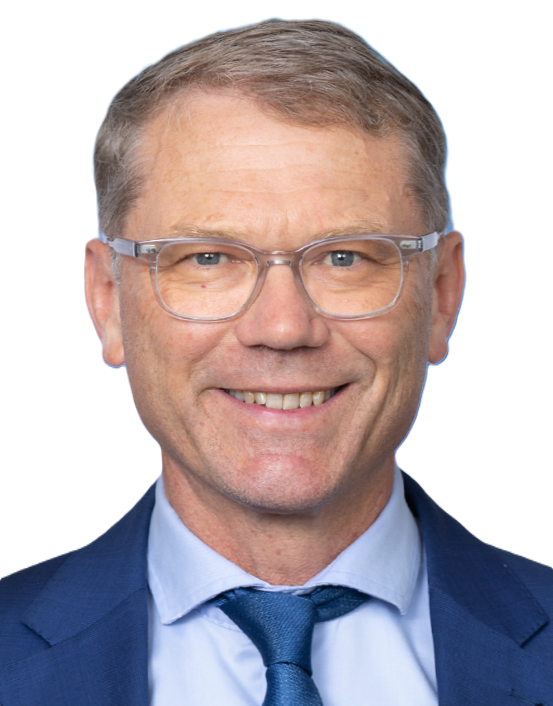
Paul Goldsmith (2023)

Paul Jonathan Goldsmith (* 1971 im Stadtteil Mount Eden von Auckland) ist ein neuseeländischer Schriftsteller, Historiker und Politiker der New Zealand National Party.

## Leben
Goldsmith wurde 1971 als jüngster von drei Kindern der Eheleute Margaret, einer Palliative-Krankenschwester und dem Mathematiklehrer Lawrence Goldsmith in Auckland geboren, wo er auch die Auckland Grammar School besuchte. Seit seiner Schulzeit spielt Goldsmith Klavier und beherrscht die klassische Musik sowie Musik in verschiedenen Genres.
1992 schloss er sein Studium mit einem Bachelor und 1995 mit einem Master in Geschichte an der University of Auckland ab.
Goldsmith schrieb eine Anzahl von Büchern, worunter sich mehrere Biografien über Persönlichkeiten aus Politik und Wirtschaft befanden, wie als Beispiel die über John Banks und Don Brash. Auch Themen wie Steuern und über das Bauunternehmen Fletcher Building zählten zu seinen Werken.

## Berufliche Karriere
Goldsmith fing im März 1995 als Historiker für das Waitangi Tribunal an zu arbeiten.
Er gründete zusammen mit Melissa Joy Wilson im Mai 2006 die Firma Goldsmith and Wilson Limited, mit Sitz in Auckland, lösten die Firma aber nach dem Einstellen ihrer Geschäftstätigkeiten im März 2021 wieder auf.

## Politische Karriere
Im Jahr 2005 trat Goldsmith erstmals für einen Wahlkreis zur Parlamentswahl an, konnte sich aber mit bescheidenen 31,17 % der Wählerstimmen nicht gegenüber dem Sieger der New Zealand Labour Party, der 52,10 % der Stimmen erhielt, durchsetzen. Drei Jahre später trat er als Kandidat für die Citizens & Ratepayers für den damaligen Wahlbezirk des Hobson Ward des Auckland Council an und wurde drittplatziert in den Rat gewählt. Zur Parlamentswahl im Jahr 2011 konnte Goldsmith dann erstmals über die Liste seiner Partei in das Neuseeländische Parlament einziehen.
Unter Premierminister John Key trat Goldsmith 2014 mit einem Ministerposten erstmals in die Regierung ein und übernahm nach dem Wechsel zu Bill English als Premierminister für den Rest der Legislaturperiode die Ministerposten des Minister for Regulatory Reform, Minister of Science and Innovation und Minister of Tertiary Education, Skills and Employment und gab dafür den Posten des Commerce and Consumer Affairs ab.
| Minister                                                       | vom               | bis               |
| -------------------------------------------------------------- | ----------------- | ----------------- |
| Minister of Commerce and Consumer Affairs                      | 8. Oktober 2014   | 20. Dezember 2016 |
| Associate Minister for ACC (Accident Compensation Corporation) | 8. Oktober 2014   | 20. Dezember 2016 |
| Minister for Regulatory Reform                                 | 20. Dezember 2016 | 26. Oktober 2017  |
| Minister of Science and Innovation                             | 20. Dezember 2016 | 26. Oktober 2017  |
| Minister of Tertiary Education, Skills and Employment          | 20. Dezember 2016 | 26. Oktober 2017  |

Quelle: New Zealand Parliament
Im Jahr 2017 verlor die National Party ihre Regierungsmehrheit an die New Zealand Labour Party, die unter Jacinda Ardern eine Koalitionsregierung bilden konnte. 2023 war diese Mehrheit für Labour dahin und mit dem guten Abschneiden der National Party, konnte Christopher Luxon mit seiner Partei über eine Drei-Parteien-Koalition eine Regierung bilden, deren Teil Goldsmith mit vier Ministerämtern wurde (siehe nachfolgend).

### Ministerämter in der Regierung Luxon
Mit der Regierungsbildung vom 27. November 2023 übernahm Goldsmith folgende Ministerämter:
| Minister                                     | vom               | bis     |
| -------------------------------------------- | ----------------- | ------- |
| Minister for Arts, Culture and Heritage      | 27. November 2023 | aktuell |
| Minister of Justice                          | 27. November 2023 | aktuell |
| Minister for State Owned Enterprises         | 27. November 2023 | aktuell |
| Minister for Treaty of Waitangi Negotiations | 27. November 2023 | aktuell |
| Minister for Media and Communications        | 24. April 2024    | aktuell |

Quelle: Department of the Prime Minister and Cabinet
Mit Wirkung vom 24. April 2024 übernahm Goldsmith zusätzlich zu seinen Aufgaben von Melissa Lee die Position des Minister for Media and Communications.

## Werke
- 2002 – John Banks — a biography. Penguin Books New Zealand, Auckland 2002, ISBN 0-14-301819-1 (englisch).
- 2002 – T.N. Gibbs. David Ling Publishing, Mangawhai 2002, ISBN 0-908990-81-2 (englisch).
- 2002 – Gibbs – New Zealand roots: the story of the Spickmans, Nisbets, Lanes and Gibbs in the nineteenth century. David Ling Publishing, Mangawhai 2002, ISBN 0-908990-80-4 (englisch).
- 2003 – The Rise and Fall of Te Hemara Tauhia. Raupo Publishing, Auckland 2003, ISBN 0-7900-0905-6 (englisch).
- 2005 – Brash — the biography. Penguin Books New Zealand, Auckland 2005, ISBN 0-14-301967-8 (englisch).
- 2007 – Paul Goldsmith, Michael Bassett: The Myers. David Ling Publishing, Mangawhai 2007 (englisch).
- 2008 – We Won, You Lost, Eat That! A political history of tax in New Zealand since 1840. David Ling Publishing, Mangawhai 2008, ISBN 978-1-877378-22-5 (englisch).
- 2008 – Stress and Enterprise — the career of Richard Izard. David Ling Publishing, Mangawhai 2008, ISBN 978-1-877378-21-8 (englisch).
- 2008 – Paul Goldsmith, Michael Bassett: Puketutu and its People. David Ling Publishing, Mangawhai 2008, ISBN 978-1-877378-25-6 (englisch).
- 2009 – Fletchers — a centennial history of Fletcher Building. David Ling Publishing, Mangawhai 2009, ISBN 978-1-877378-35-5 (englisch).
- 2012 – Serious Fun – The Life and Times of Alan Gibbs. Penguin Books New Zealand, Auckland 2012, ISBN 978-1-86979-930-4 (englisch).
- 2013 – Legend – From Electric Fences to Global Success: The Sir William Gallagher Story. Penguin Books New Zealand, Auckland 2013, ISBN 978-1-77553-337-5 (englisch).

## Privates
Goldsmith lebt mit seiner Frau und seinen vier Kindern in Epsom, der ein Stadtteil von Auckland ist und südsüdöstlich vom Stadtteil Mount Eden liegt.